# Huntington Bay (Stany Zjednoczone)
Huntington Bay – wieś w Stanach Zjednoczonych, w stanie Nowy Jork, w hrabstwie Suffolk.